# Lutivka, Radomîșl
Lutivka (în ucraineană Лутівка) este localitatea de reședință a comunei Lutivka din raionul Radomîșl, regiunea Jîtomîr, Ucraina.

## Demografie
Componența lingvistică a localității Lutivka
     Ucraineană (97,92%)
     Rusă (1,84%)
Conform recensământului din 2001, majoritatea populației localității Lutivka era vorbitoare de ucraineană (97,92%), existând în minoritate și vorbitori de rusă (1,84%).